# Hans Rottenhammer
Johann Rottenhammer, ou Hans Rottenhammer, (1564 - 1625) foi um pintor alemão, nascido em Munique, onde ele estudou até 1588 com Hans Donauer, o Velho. Em 1593-4 (e talvez mais cedo) ele estava em Roma, e depois ele se estbeleceu em Veneza de 1595-6 até 1606, antes de voltar para a Alemanha e se estabelecer em Augsburgo, trabalhando também em Munique. Ele morreu em Augsburgo, aparentemente na pobreza, e talvez alcóolatra. 
Combinava a tradição das paisagens do Norte com as composições de elementos de Tintoretto e Paolo Veronese. Em Roma, conheceu os membros do Bamboccianti, um círculos de artistas do norte e permaneceu em contato permanente com Paul Brill, um artista flamengo que morava em Roma. Também colaborou com Jan Brueghel, o Velho. Recebeu uma encomenda em 1600 para Rodolfo II do Sacro Império Romano-Germânico (hoje no Hermitage).
Acredita-se que tenha empregado Adam Elsheimer como seu assistente entre 1598 ou 1599. 

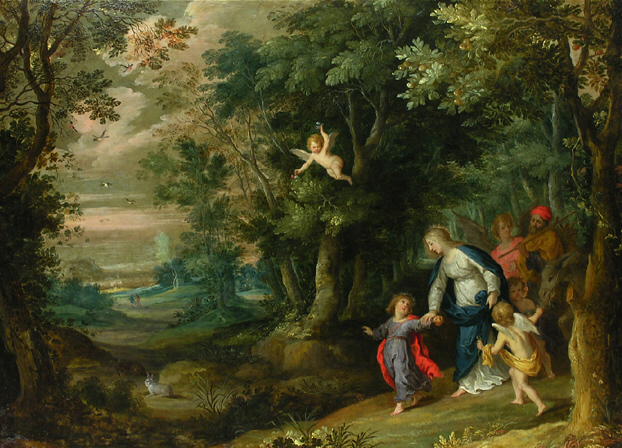
A Fuga para o Egito por Rottenhammer (figuras) e Jan Brueghel, o Velho (paisagem)